# Oreosaurus bisbali
Oreosaurus bisbali — вид ящірок родини гімнофтальмових (Gymnophthalmidae). Ендемік Венесуели. Описаний у 2021 році.

## Поширення і екологія
Oreosaurus bisbali відомі за типовим зразком, зібраним на горі Ель-Гуамаль в гірському масиві Турімікуїре, розташованому в штаті Ансоатегі, на висоті 2150 м над рівнем моря.